# Handaoia stilpnoidiformis
Handaoia stilpnoidiformis là một loài tò vò trong họ Ichneumonidae.